# Verweilzeit (Grundwasser)
Die Verweilzeit in einem Grundwasserleiter (Aquifer) ist das Zeitintervall, während dessen sich ein Stoff im Grundwasser befindet.  Die Verweilzeit kann unter bestimmten Bedingungen durch die Bestimmung des Gehaltes einzelner Isotope wie z. B. Deuterium, Tritium, 14C und 18O berechnet werden.